# Harry Coppell
Harry Coppell (ur. 11 lipca 1996) – brytyjski lekkoatleta specjalizujący się w skoku o tyczce. 
W 2013 został mistrzem świata juniorów młodszych, a rok później zajął 10. miejsce na juniorskich mistrzostwach świata w Eugene.
Rekordy życiowe: stadion – 5,85 (4 września 2020, Manchester) rekord Wielkiej Brytanii; hala – 5,80 (8 lutego 2020, Rouen i 23 lutego 2020, Clermont-Ferrand).

## Osiągnięcia
| Rok  | Impreza                               | Miejsce    | Pozycja           | Wynik | Reprezentacja |
| ---- | ------------------------------------- | ---------- | ----------------- | ----- | ------------- |
| 2013 | Mistrzostwa świata juniorów młodszych | Donieck    | 1. miejsce        | 5,25  | GBR           |
| 2014 | Mistrzostwa świata juniorów           | Eugene     | 10. miejsce       | 5,20  | GBR           |
| 2015 | Mistrzostwa Europy juniorów           | Eskilstuna | 9. miejsce        | 5,20  | GBR           |
| 2019 | Mistrzostwa świata                    | Doha       | el. –             | DNS   | GBR           |
| 2022 | Mistrzostwa świata                    | Eugene     | el. – 19. miejsce | 5,50  | GBR           |
| 2022 | Igrzyska Wspólnoty Narodów            | Birmingham | 3. miejsce        | 5,50  | ENG           |
| 2022 | Mistrzostwa Europy                    | Monachium  | el. –             | NM    | GBR           |